# Adamastor Baptista Pereira
Adamastor Baptista Pereira (Porto Alegre, 15 de agosto em 1919 —24 de setembro de 1998) foi um militar brasileiro, um ex-pracinha da Segunda Guerra Mundial.
Filho de Marcílio Baptista Pereira e Ercília Bostelmann Pereira, embarcou para a Europa, como sargento, em 20 de setembro de 1944, participou de diversos ataques a Montecastelo, regressando ao Brasil em 11 de agosto de 1945.